# Стуре, Лидия Августовна
Лидия Августовна (Петровна) Стуре (1884 — 17 февраля 1908, Петербург) — российская революционерка, член Северного боевого летучего отряда . Послужила прототипом для одной из героинь произведения Леонида Андреева «Рассказ о семи повешенных».
По происхождению Лидия Стуре была дворянкой, дочерью подполковника.
После ареста лидера Северного боевого отряда Альберта Трауберга управление организацией взял на себя Всеволод Лебединцев. Под его руководством революционеры, включая и Стуре, готовили покушение на министра юстиции Щегловитова. Однако их выдал охранному отделению тайный агент-провокатор Евно Азеф, бывший одновременно руководителем Боевой организации эсеров. Всех членов боевого отряда арестовали 7 февраля во время их наблюдения за домом Щегловитова. Стуре и её товарищ Синегуб сидели в беседке, изображая влюбленную пару. Когда к ним подошли агенты с целью арестовать их, Лидия Стуре выхватила револьвер и выстрелила в одного из них, однако пуля лишь пробила пальто и не ранила агента. Все девять революционеров были схвачены. Вскоре состоялся военно-окружной суд, приговоривший семерых из них, включая Лидию Стуре, к смертной казни через повешение. Приговор был приведен в исполнение 17 февраля 1908 года в местечке под названием Лисий Нос.